# Al-Adnaniyah
Al-Adnaniyah (tiếng Ả Rập: Tiếng Việt) là một ngôi làng của Syria ở huyện Qatana thuộc tỉnh Rif Dimashq. Theo Cục Thống kê Trung ương Syria (CBS), Al-Adnaniyah có dân số 238 người trong cuộc điều tra dân số năm 2004.